# Dammtjärnen (Arvidsjaurs socken, Lappland, 731110-166856)
Dammtjärnen är en sjö i Arvidsjaurs kommun i Lappland och ingår i Piteälvens huvudavrinningsområde. Sjöns area är 0,05 kvadratkilometer och den är belägen 331 meter över havet.